# Opioidpeptide
Opioidpeptide sind kurzkettige Peptide, die die natürlichen Bindungspartner (Liganden) der Opioidrezeptoren darstellen.

## Aufbau und Wirkungsweise
Die chemische Struktur der Opioidpeptide ist recht unterschiedlich. Die Peptidketten bestehen aus fünf (Enkephaline) bis 31 Aminosäuren (beta-Endorphin). Die gefalteten Strukturen haben eine große Ähnlichkeit mit dem Opiumalkaloid Morphin. Der endständige Parahydroxyphenylrest des Tyrosins ist beispielsweise dem aromatischen Ring des Morphins ähnlich. Die Aminosäuresequenzen der Opioidpeptide wechselwirken mit den gleichen Rezeptoren wie die exogenen Opiumalkaloide. Ein wesentlicher Unterschied ist, dass die endogenen Opioidpeptide sofort nach ihrer Synthese wieder durch Aminopeptidasen abgebaut werden. Tachyphylaxie und Abhängigkeitsentwicklung werden so verhindert. Die Opioidpeptide binden an den µ1-Opioidrezeptor.
Opioidpeptide sind in eine Vielzahl von biologischen Prozessen als Transmitter involviert. Allein oder zusammen mit anderen Transmittersystemen steuern sie physiologische Prozesse. 

## Einteilung der Opioidpeptide
Es gibt drei Hauptfamilien endogener Opioidpeptide: die Enkephaline, die Endorphine und die Dynorphine. Diese drei Opioidpeptide werden beim Menschen von drei homologen Genen kodiert. Jedes dieser Gene kodiert ein großes Protein, das in kleinere Einheiten – die eigentlichen Opioidpeptide – zerlegt wird.
- Proopiomelanocortin wird in beta-Endorphin und Met-Enkephalin zerlegt
- Proenkephalin-A wird in verschiedene Enkephaline zerlegt
- Proenkephalin-B wird in Dynorphine zerlegt

Über die Nahrung nimmt der Mensch weitere Opioidpeptide – sogenannte Exorphine – auf, die im Körper zu Opioidpeptiden abgebaut werden. Dies sind unter anderem:
- Casomorphin (bei der Verdauung von Milchprodukten)
- Gluten-Exorphine wie beispielsweise Gliadorphin
- Rubiscolin (bei der Verdauung von Spinatblättern)

Inzwischen gibt es auch eine Reihe von synthetischen Opioidpeptiden wie etwa DAMGO ([D-Ala2, N-MePhe4, Gly-ol]-Enkephalin) oder DADLE ([D-Ala2,Leu5]-Enkephalin).